# Ewart Oakeshott
Ronald Ewart Oakeshott (* 25. Mai 1916; † 30. September 2002) war ein britischer Sammler, Amateur-Waffenkundler und Autor. Oakeshott wurde bekannt für seine Bücher über mittelalterliche Waffen und Rüstungen, insbesondere für seine Klassifikation der europäischen Schwerter des Mittelalters, die Oakeshott-Klassifikation.

## Kindheit und Berufsleben
Oakeshott wurde am 25. Mai 1916 als Sohn eines Beamten geboren. Sein Onkel, Jeffrey Farnol, war Autor zahlreicher Abenteuerromane, Sammler antiquarischer Schwerter und verantwortlich für den frühen Kontakt seines Neffen mit historischen Waffen. Seine schulische Ausbildung erhielt Ewart Oakeshott am Dulwich College. Im Anschluss besuchte er die Central School of Art in London, die er mit einem Diplom als Kunstlehrer abschloss.
Danach arbeitete er als Illustrator und in administrativer Funktion bei der Künstleragentur A.E. Johnson in London. Während des Zweiten Weltkriegs diente er ab 1940 in der Royal Navy. Nach einer Verwundung mit längerem Krankenhausaufenthalt wurde er im Jahr 1945 entlassen. Er kehrte zurück zu A.E. Johnson, wo er bis 1960 leitend tätig war.

## Beschäftigung mit historischen Waffen
Bereits in jungem Alter sammelte Oakeshott historische Schwerter, die in den 1940er Jahren nach heutigen Maßstäben äußerst erschwinglich waren. Zusammen mit anderen Enthusiasten gründete er 1948 die Arms and Armour Society, als deren Präsident er 1951 fungierte. In den kommenden Jahren veröffentlichte er zahlreiche Texte im Journal der Vereinigung und anderen Medien.
Dadurch erlangte er zunehmend Anerkennung als Experte für historische Klingenwaffen und Rüstungen. So wurde er unter anderem vom British Museum eingeladen, um ein Schwert Heinrichs V. zu analysieren. Schließlich gab er 1960 seine berufliche Anstellung auf, um sich mehr auf seine Forschung und Lehre rund um historische Waffen und Rüstungen konzentrieren zu können. Einen großen Teil seines restlichen Lebens verbrachte Oakeshott damit, Bücher und Aufsätze zu publizieren, an Hochschulen zu unterrichten sowie beratend für Museen oder Vereine tätig zu sein. So katalogisierte er die Sammlung des Fitzwilliam-Museums der Universität Cambridge und lehrte von 1975 bis 1977 an der Universität von Sussex. Als seine bedeutendsten Werke gelten die Bücher The Sword in the Age of Chivalry und Records of the Medieval Sword, das einige seiner älteren Arbeiten enthält.

## Bedeutung und Wirkung
Obwohl er im Allgemeinen als Autorität auf seinem Gebiet betrachtet wird, bezeichnete sich Oakshott mehrfach selbst als bloßen Amateur. Er verfügte über keinen akademischen Grad im Feld seiner Betätigung und ließ in seine Arbeiten auch persönliche Erfahrungen und Eindrücke einfließen. Dass er dafür durchaus kritisiert wurde, ist am „Nachwort für Pedanten“ erkenntlich, das er  ans Ende von Records of the Medieval Sword gestellt hat. Darin gesteht er ein, gelegentlich Anekdoten und Lebendiges in seinen Werken untergebracht zu haben, betont aber, sich dafür nicht entschuldigen zu müssen.
Oakeshotts bekanntestes Vermächtnis ist die Oakeshott-Klassifikation des mittelalterlichen europäischen Schwertes, die er 1964  in The Sword in the Age of Chivalry vorstellte. Das Besondere an ihr ist, dass sie, im Gegensatz zu vorangegangenen Kategorisierungen, nicht auf der kunsthistorischen Betrachtung von Dekorationen des Gefäßes beruht, sondern auf der Form und Funktion von Schwertern und deren Klingen. Damit wählte er eine Herangehensweise an das mittelalterliche Schwert, die sich deutlich stärker am historischen Gebrauch der gefundenen Waffen orientiert. Es war Oakeshotts dezidiertes Anliegen, das Schwert nicht nur als Kunstgegenstand, sondern auch als persönliches Werkzeug und Gegenstand von konkreter Verwendung und Bedeutung verstanden zu wissen.
Seine Arbeiten hatten dadurch Auswirkungen auf die Geschichtswissenschaft und die Datierung mittelalterlicher und frühneuzeitlicher Schwerter. Das von ihm gegründete Oakeshott Institute of Arms and Armour wies er dementsprechend an, alle Schwerter seiner Sammlung nicht nur zur Betrachtung, sondern auch zur Handhabung aufzubewahren. Es verwaltet bis heute den wissenschaftlichen und antiquarischen Nachlass seines Gründers und setzt dessen Forschungs- und Lehrvorhaben fort.

## Privatleben
Oakeshott heiratete zwei Mal, zuletzt die Autorin und Pädagogin Sybil Marshall, mit der er auch mehrfach zusammenarbeitete. Aus der ersten Ehe gingen zwei Töchter, aus der zweiten ein Sohn hervor. Oakeshott starb am 30. September 2002 im Alter von 86 Jahren.

## Auszeichnungen und Mitgliedschaften (Auswahl)
- Gründungsmitglied der Arms and Armour Society (1948); Präsident derselben (1951)
- Reginald Taylor Prize für den besten Aufsatz von der British Archaeological Association (1951)
- Mitglied der Society of Antiquaries of London (1964)
- Gründer des Oakeshott Institute of Arms and Armour (2000)

## Veröffentlichungen (Auswahl)
- The Archeology of Weapons: Arms and Armour from Prehistory to the Age of Chivalry. Boydell Press, 1960, ISBN 0-486-29288-6
- The Sword in the Age of Chivalry. Boydell Press, 1964, ISBN 0-85115-715-7
- Records of the Medieval Sword. Boydell Press, 1991, ISBN 0-85115-566-9
- European Weapons and Armour: From the Renaissance to the Industrial Revolution, The Lutterworth Press, 1980 (155 Seiten online-PDF)
- Sword in Hand. Arms & Armor, 2000, ISBN 0-9714379-0-4
- A Knight and His Weapons. Dufour Editions, 1964 / 1997, ISBN 0-8023-1299-3
- A Knight and His Armor. Dufour Editions, 1999, ISBN 0-8023-1329-9
- A Knight and His Horse. Dufour Editions, 1962, 1995, ISBN 0-8023-1297-7
- A Knight in Battle. Dufour Editions, 1998. ISBN 0-8023-1322-1
- A Knight and His Castle. Dufour Editions, 1965 / 1996, ISBN 0-8023-1294-2
- Swords of the Viking Age. Boydell Press, 2002, ISBN 0-8023-1294-2
- The Sword in Anglo-Saxon England. Boydell & Brewer, 1962, ISBN 0-85115-355-0